# Fotopisch zicht

Lichtgevoeligheidscurve van het menselijk oog
blauw = scotopisch zicht (’s nachts),
rood = fotopisch zicht (overdag)

Fotopisch, scotopisch en mesopisch zicht zijn termen uit de oogheelkunde en de zintuigfysiologie.
- Onder fotopisch zicht wordt verstaan het kijken bij goede verlichting. De oogpupil is nauw, en de maximale lichtgevoeligheid van het netvlies ligt bij een golflengte van 555 nm (groen). Kleuren kunnen goed worden waargenomen.
- Onder scotopisch zicht wordt verstaan het kijken bij weinig licht. De oogpupil is wijd, en de maximale lichtgevoeligheid van het netvlies ligt bij een golflengte van 505 nm (blauw-groen). Kleuren worden niet of nauwelijks waargenomen.
- Onder mesopisch zicht wordt verstaan het overgangsgebied tussen fotopisch en scotopisch zicht.

De termen komen uit het Oudgrieks, van respectievelijk φῶς (phōs, licht), σκότος (skotos, duisternis) en μέσος (mesos, midden).
Het netvlies bevat verschillende soorten lichtreceptoren. De kegeltjes zorgen voor het fotopisch zien. De veel gevoeliger staafjes zorgen voor het scotopisch zien. In het mesopische gebied spelen beide een rol.
De staafjes zijn gevoeliger voor blauw licht en geven daardoor een andere indruk van de lichtheid dan de kegeltjes (zie ook ooggevoeligheid en Purkinje-effect). Dat heeft een andere kleurwaarneming tot gevolg, die vooral merkbaar wordt in de schemering, zodra de aanpassing aan het donker begint. Vooral verschillende blauwtinten lijken helderder. Daarom wordt in sommige artistieke uitingen, maar ook bij de belichting van film- en tv-opnames, een groter aandeel blauw gebruikt wanneer een nachtelijke sfeer moet worden opgeroepen. Deze truc wordt wel de „Amerikaanse nacht” genoemd. Door dezelfde oorzaak lijkt maanlicht „kouder” (blauwachtiger) dan zonlicht, hoewel het eigenlijk iets roodachtiger is.
De gezichtsscherpte is bij fotopisch zicht het grootst, vooral rond de fovea centralis bij het midden van het netvlies. Bij scotopisch zicht is de scherpte minder; vooral details met weinig contrast kunnen niet meer worden waargenomen doordat het oog de helderheid van naburige staafjes interpoleert. Daar rond de fovea centralis geen staafjes zitten, krijgt men bij scotopisch zicht de grootste scherpte wanneer men „net naast” het onderwerp kijkt, zodat het gebied net naast de fovea centralis wordt gebruikt (parafoveaal kijken). Bovendien werken de staafjes langzamer dan de kegeltjes (het zogenaamde Pulfricheffect). In zeer donkere omstandigheden kan de reactietijd van de staafjes oplopen tot enkele tienden van een seconde waardoor snel bewegende voorwerpen slecht worden waargenomen. Dit effect wordt versterkt doordat het beeld meer ruis bevat naarmate het licht zwakker is (te vergelijken met sneeuw bij een slechte ontvangst op de tv).
Het scotopisch gebied loopt van de waarnemingsdrempel bij een luminantie van ca. 3 × 10−6 cd/m2, tot ca. 0,003 ... 0,03 cd/m2. Daarboven ligt het mesopisch gebied dat tot ca. 3 ... 30 cd/m2 loopt (de grenzen zijn vloeiend en verschillen per persoon). Bij luminanties boven 3 ... 30 cd/m2 ligt het fotopisch bereik.